# Вільяльба-дель-Рей
Вільяльба-дель-Рей (ісп. Villalba del Rey) — муніципалітет в Іспанії, у складі автономної спільноти Кастилія-Ла-Манча, у провінції Куенка. Населення — 594 особи (2010).
Муніципалітет розташований на відстані близько 90 км на схід від Мадрида, 50 км на північний захід від Куенки.

## Демографія
Динаміка населення (INE ):